# نابرابری مشارکت
نابرابری مشارکت (به انگلیسی: participation inequality)،‌ در علوم اجتماعی دربرگیرنده تفاوت سطح مشارکت گروه‌های مختلف در فعالیت‌های معین است. از مثال‌های عمومی می‌توان به موارد زیر اشاره کرد:
- سطح متفاوت شرکت در فرآیندهای سیاسی دموکراتیک بر حسب کلاس اجتماعی، نژاد،‌جنسیت و غیره
- سطح متفاوت شرکت در اجتماع‌های اینترنتی که جیکوب نیلسن آن را بیان کرده‌است.[۱]

در سیاست، نابرابری شرکت بیشتر بر افرادی تأثیر می‌گذارد که «افراد جوان، کم‌درآمد و افراد با تحصیلات رسیمی پایین» که ابتدا قصد شرکت و انتخابات و رخدادهای وابسته را ندارند.